# Hu Xuwei
Hu Xuwei (胡旭威: pinyin: Hú xùwēi; Guangxi, Pingnan, 25 de Fevereiro de 1997) é um ginasta artístico chinês campeão mundial.

## Carreira
No Campeonato Asiático de Ginástica de 2019, em Ulaã Bator, Hu Xuwei conquistou o ouro por equipes, uma medalha de ouro na barra fixa, uma prata nas barras paralelas e uma prata no individual geral. Ainda no Campeonato Nacional de Ginástica Artística também em 2019, também conseguiu o ouro por equipes.
Ele acabou não conseguindo se qualificar para a equipe chinesa dos Jogos Olímpicos de Verão de 2020.
Na 14.ª edição dos Jogos Nacionais da China, em Shaanxi, ele conquistou um ouro na barra fixa.
No Campeonato Mundial de Ginástica Artística de 2021, em Kitakyushu, em sua primeira participação em um mundial, surpreendeu a todos ao superar os campeões olímpicos e favoritos Daiki Hashimoto e Kohei Uchimura na prova da barra fixa com a nota de 15.166, logo depois de ter conquistado um ouro nas barras paralelas com a nota de 15.466 Sobre seu excelente desempenho ele disse:
| “ | É um sonho que se tornou realidade, quando assegurei a medalha de ouro nas barras paralelas, me senti mais relaxado para a barra fixa. Na verdade o evento mais difícil foram as barras paralelas. Tive que aumentar os graus de dificuldade antes da competição. Há muito tempo que esperava esta oportunidade, felizmente, aproveitei a chance quando chegou. | ” |